# Safa Sporting Club
Il Safa Sporting Club (in arabo نادي الصفاء الرياضي بيروت‎?), meglio noto come Safa, è una società calcistica libanese con sede nella città di Beirut, nel distretto di Wata El-Museitbeh. Il club riceve principalmente il suo sostegno dalla comunità drusa. Fondati nel 1939, sono diventati una delle squadre più importanti in Asia dopo essere passati alla finale della Coppa dell'AFC nel 2008.

## Storia
Il club fu fondato con il nome di Safa Beirut SC (Nadi al-Safa' al-Riyadi Beirut) nel 1939, da 7 persone: Maher Wahab, Anis Naaim, Hasib Al-Jerdi, Amin Haidar, Chafik Nader, Toufik Al-Zouhairy e Adib Haidar. Hanno iniziato a giocare a calcio in un campo privato situato a Wata El-Museitbeh, a Beirut. L'interesse principale del club era di praticare il gioco ufficialmente.
Nel 1948, Safa 'Beirut SC ottenne l'iscrizione ufficiale e la licenza dal governo come associazione privata. Nello stesso anno, il club è stato affiliato alla Federcalcio libanese ed è stato classificato all'interno della Seconda Divisione. Nel 1961, il Safa Beirut SC fu promosso nella Prima Divisione.

## Palmarès

### Competizioni nazionali
- Campionato libanese: 3

2011–2012, 2012–2013, 2015–2016
- Coppa del Libano: 3

1964–1965, 1986–1987, 2012–2013
- Supercoppa del Libano: 1

2013
- Coppa d'Élite libanese: 2

2008–2009, 2011–2012

### Altri piazzamenti
- Campionato libanese:

Secondo posto: 1993-1994, 1995-1996, 1998-1999, 2006-2007, 2010-2011, 2013-2014
Terzo posto: 1987-1988, 2005-2006, 2008-2009, 2009-2010, 2017-2018
- Coppa del Libano:

Semifinalista: 2020-2021
- Coppa dell'AFC:

Finalista: 2008

## Tifoseria

### Gemellaggi e rivalità
Il Safa ha importanti rivalità con l'Ansar e il Nejmeh, entrambe con sede a Beirut. Il Safa gioca anche il "Derby di montagna" con l'Akhaa Ahli Aley, poiché L'Akhaa ha sede ad Aley, una città del Monte Libano, e il sostegno del Safa proviene dalla comunità drusa in Libano, che vive principalmente nelle regioni montuose del paese.